# Markt (Bredevoort)

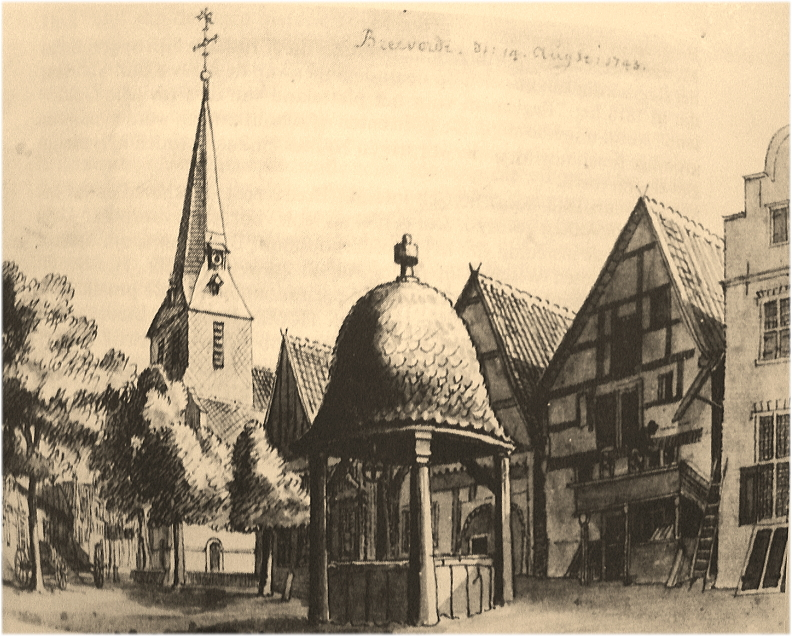
De Markt in Bredevoort 1743

De Markt is een straat en pleintje in het oude centrum van Bredevoort. De straat begint als zijstraat van de Landstraat en loopt dan noordelijk door tot aan 't Zand.

## Geschiedenis
De Markt is een van de oudste straten van Bredevoort, vanaf het midden zijn er nog twee zijstraatjes, de Muizenstraat en de Boterstraat (tegenwoordig) beide doodlopend. Vroeger was rondom de Sint Joriskerk een ommuurde kerkhof, van deze muur is nog een klein restant bewaard gebleven aan de achterkant van de kerk. De meeste rijksmonumenten in Bredevoort staan aan de Markt. Ook jeugdcentrum 't Centrum bevindt zich aan de Markt.

## Monumenten
Op de Markt bevinden zich een aantal rijksmonumenten onder anderen Markt 1, het Kuupershuusken, Markt 5 en Markt 7 en de Sint-Joriskerk. Daarnaast zijn de nummers 4, 6 en 10 aangewezen als gemeentelijk monument.
Ambthuiswal · Ambtshof · Bastionstraat · Bleekwal · Boterstraat · Frederik Hendrikstraat · Ganzenmarkt · Gasthuisstraat · Hozenstraat · Izermanstraat · Kerkstraat · Kleine Gracht · Kloosterdijk · Koppelstraat · Kruittorenstraat · Landstraat · Markt · Muizenstraat · Officierstraat · Pater Jan de Vriesstraat ·  Prins Mauritsstraat · Prinsenstraat · Roelvinkstraat · Stadsbroek · Stationsweg · Vismarkt · 't Walletje · 't Zand